# Замок Віклоу-Таун
Замок Віклоу-таун (англ. Wicklow-town Castle, ірл. Caisleán na Cill Mhantáin) — Кашлен на Кілл Вантань — Замок Беззубої Церкви — один із замків Ірландії, фортеця, що була колись у місті Віклоу, графство Віклоу.

## Історія замку Віклоу-таун
Поселення на місці фортеці Віклоу існувало ще в часи бронзової доби — археологічні розкопки показали сліди поселення, що датується 900 р. до н. е. Птолемей писав, що в цьому районі жило кельтське плем'я Кавці або Канці. Ця область на карті Птолемея називалась Менапіа, карта датується 130 р. до н. е.
У 795 році на ці землі почали нападати вікінги — вони нещадно грабували монастирі, селища, захоплювали рабів. У середині ІХ століття вони тут створили свою базу, зміцнили її фортечними мурами — гавань була дуже зручна. Назва Віклоу походить саме від вікінгів. Ранні назви Віклоу такі: Вікінгло (Wykinglo), Вігінгелоу (Wygingelow), Вікінглове (Wykinglowe) — Місто Вікінгів, Лука Вікінгів.
Після англо-норманського завоювання Ірландії місто і замок Віклоу отримав у володіння Моріс ФітцДжеральд, він почав розбудову замку Віклоу та побудував низку інших замків, зокрема Чорний замок. Фортечні мури будувались безпосередньо в гавані та на узбережжі. Але місцеві ірландські клани намагались повернути собі свої давні землі і нападали на замок Віклоу-таун. Ірландські клани О'Бірн, О'Тул, Кавана захопили замок і місто Віклоу під час повстання за незалежність Ірландії 1641 року. До міста вирушили англійські війська з каральною експедицією. Ірландські клани залишили місто і замок, але це не завадило англійському війську, яке очолював сер Чарльз Кут влаштувати акцію помсти — велика кількість городян були жорстоко вбиті без будь-якого пояснення. Велика кількість людей були спалені разом зі своїми будинками. Це описано в книзі того часу, що отримала назву «Меланхолія Лейн».
Фортеця в місті Віклоу не збереглася. З пам'яток старовини фортеці Віклоу збереглася тюрма та місце страти, де були страчені лідери повстання за незалежність Ірландії 1798 року, зокрема лідер повстанців Біллі Бірн.